# Jean-Baptiste Brondel
Jean-Baptiste Brondel, né le 23 février 1842 à Bruges (Belgique) et décédé le 3 novembre 1903 à Helena au Montana (États-Unis), est un prêtre belge, missionnaire aux États-Unis. Il est successivement évêque de Vancouver de 1879 à 1883 et de Helena aux États-Unis de 1883 à sa mort.

## Biographie
Jean-Baptiste Brondel naît à Bruges dans une famille de sept enfants et de cinq garçons, dont il est le dernier-né. Son frère aîné sera ordonné prêtre et l'une de ses sœurs prendra le voile. Il est éduqué chez les frères xaviériens de Bruges, puis au collège Saint-Louis de Bruges. Inspiré par l'exemple du missionnaire jésuite, Pierre-Jean De Smet, il décide de se porter volontaire pour l'Amérique du Nord. Il s'y prépare en étudiant la théologie et la philosophie au collège américain affilié à l'université de Louvain.
Il est ordonné prêtre à l'âge de vingt-quatre ans par l'archevêque de Malines, Engelbert Sterckx, le 17 décembre 1864, à la faveur d'une dispense d'âge accordée par Pie IX. Il continue ses études au collège américain pendant deux ans, puis arrive à Vancouver en 1866. Il enseigne d'abord au collège universitaire des Saints-Anges (Holy Angels College), avant d'être envoyé un an plus tard dans le Territoire de Washington, où il devient curé de la paroisse de Steilacoom et de ses missions alentour pendant dix ans. Il fait construire une église à Tacoma et à Olympia. Il est nommé à Walla Walla en 1877, mais retourne à Steilacoom l'année suivante.
Jean-Baptiste Brondel est nommé évêque de l'île de Vancouver, le 26 septembre 1879 et reçoit la consécration épiscopale le 14 décembre suivant des mains de Mgr Charles-Jean Seghers. Le diocèse englobait l'île de Vancouver, qui se trouvait être en territoire britannique, mais également l'Alaska, territoire américain. Il est nommé vicaire apostolique du nouveau vicariat apostolique du Montana en 1883 et devient évêque du diocèse d'Helena, érigé à partir des territoires du vicariat apostolique l'année suivante.
Mgr Brondel fait de nombreuses visites pastorales à travers tout son large diocèse pendant ses vingt années d'épiscopat, fondant de nouvelles paroisses et construisant de nouvelles églises. Le nombre de prêtres augmente sensiblement durant ces années. Le nombre de séminaristes passe de un à treize. Il s'efforce d'évangéliser les tribus indiennes, et le gouvernement américain soutient ses efforts dans le domaine social.

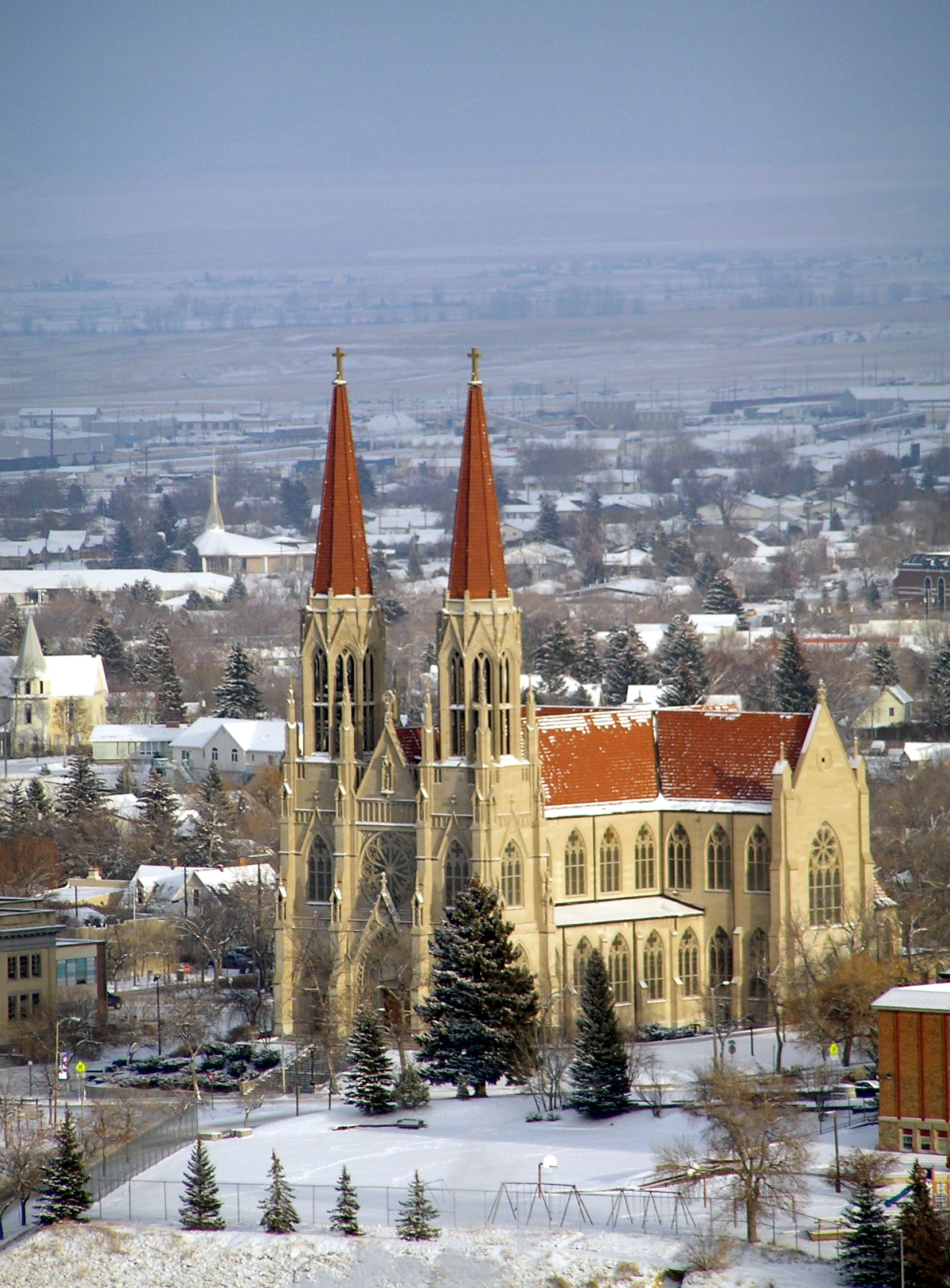
La cathédrale Sainte-Hélène (construite après sa mort, et où il est enterré).

Il meurt à l'âge de 62 ans à Helena. Il est enterré dans la crypte de la cathédrale Sainte-Hélène.

## Source
- (en) Cet article est partiellement ou en totalité issu de l’article de Wikipédia en anglais intitulé « Jean-Baptiste Brondel » (voir la liste des auteurs).